# Mulher Barriguda
"Mulher Barriguda" é uma canção do primeiro álbum de 1973 do Secos e Molhados. Composta por Solano Trindade e João Ricardo, possui uma melodia alegre e uma letra irônica referente ao futuro das crianças e as guerras. É considerada como uma das músicas do álbum, ao lado de "Primavera nos Dentes", destinada ao "público engajado" da década de 1970 frente à Ditadura militar.

## Outras versões
- Em 2003, a música recebeu releitura da cantora Pitty para o álbum Assim Assado - Tributo ao Secos e Molhados que comemorava os 30 anos do Secos e Molhados.